# Kudensee
Pour les articles homonymes, voir Kudensee (homonymie).
Le Kudensee est un lac situé dans le Nord de l'Allemagne, dans le Land de Schleswig-Holstein, près de l'estuaire de l'Elbe et le canal de Kiel. La commune de Kudensee prend son nom du lac.